# Geogebra
GeoGebra je aplikacija sa osobinama interaktivne geometrije, algebre i računa, namenjena profesorima i studentima. Većina delova GeoGebre je besplatan softver. GeoGebra je napisana u objektno-orijentisanom jeziku Java i dostupna je za mnoge platforme. Njen tvorac, Markus Hohenvarter, je započeo projekat 2001. godine na Univerzitetu u Salcburgu, nastavivši ga na Florida atlantičkom univerzitetu (2006-2008), Državnom univerzitetu na Floridi (2008-2009) i sada na Univerzitetu u Lincu, uz pomoć open-source programera sa cele planete.
Trenutno, glavni programer GeoGebre je Majkl Borčerds, profesor matematike u srednjoj školi. Nakon uspešnog početka, za GeoGebru se planira da proširi svoje mogućnosti na iPad i  verziji.

## Dinamička geometrija, algebra i račun
GeoGebra je softver namenjen konstruisanju dinamičke geometrije. Mogu se praviti konstrukcije tačkama, vektorima, segmentima, linijama, poligonima, funkcijama itd. One se mogu menjati dinamički kasnije. Elementi se mogu unositi i modifikovati direktno na ekranu ili preko Input Bar-a. GeoGebra ima osobinu da može da koristi promenljive umesto brojeva, vektore i tačke, da pronalazi izvode i integrale funkcija i ima komande kao što su Root ili Extremum. Nastavnici i studenti mogu koristiti GeoGebru u okviru dokazivanja geometrijskih teorema. 

## Spoljašnje veze
- Postoji puno besplatnih edukacionih resursa i dinamičkih rešenja izvornom web sajtu: www.geogebra.org.
- Geogebra centar Beograd